# Anthony Borg Barthet
Anthony Borg Barthet (* 25. März 1947 in Valletta) ist ein maltesischer Jurist und ehemaliger Richter am Europäischen Gerichtshof.

## Leben und Wirken
Anthony Borg Barthet studierte Rechtswissenschaften an der Universität Malta, wo er 1973 den juristischen Doktorgrad erwarb. Im Jahre 1975 trat er in den maltesischen öffentlichen Dienst als Notary to Government. 1978 wurde er zum Counsel for the Republic, im Jahr darauf zum Senior Counsel. 1989 folgte die Ernennung zum Attorney General durch den Präsidenten von Malta. Seit 1985 lehrte er zudem Zivilrecht an der Universität Malta. Von 1998 bis 2004 war er Mitglied des Rates der Universität. Zudem war er von 1994 bis 2004 Mitglied der Kommission für Rechtspflege sowie von 1998 bis 2004 Mitglied des Verwaltungsrats des Malta Arbitration Centre. Von Mai 2004 bis Oktober 2018 war Anthony Borg Barthet nach dem EU-Beitritt Maltas als erster maltesischer Richter am Gerichtshof der Europäischen Union (EuGH) tätig.